# Хольмгрен, Торд
Торд Хо́льмгрен (швед. Tord Holmgren; род. 9 ноября 1957, Palohuornas, Норрботтен) — бывший шведский футболист, полузащитник известный по выступлениям за клубы «Гётеборг» и сборную Швеции.
Младший брат Торда — Томми, тоже профессиональный футболист.

## Клубная карьера
Хольмгрен начал карьеру в клубе «Елливаре». В 1977 году он дебютировал за основной состав. В том же году Хольмгрен перешёл в «Гётеборг» в составе которого дебютировал в Алсвенскан лиге. В 1982 в матчах розыгрыша Кубка УЕФА Торд против австрийского Штурма и немецкого «Гамбурга» забил 2 гола и помог команде выиграть трофей. В 1987 году Хольмгрен во второй раз помог клубу выиграть Кубок УЕФА. В составе «Гётеборга» игрок четыре раза выиграл чемпионат и трижды стал обладателем Кубка Швеции. В 1988 году Хольмгрен перешёл в норвежский «Фредрикстад», где по окончании сезона завершил карьеру.

## Международная карьера
14 ноября 1979 года в товарищеском матче против сборной Малайзии Хольмгрен дебютировал за сборную Швеции. 24 сентября 1980 года в поединке против сборной Болгарии он забил свой первый гол за национальную команду.

### Голы за сборную Швеции
| #  | Дата            | Место                      | Противник | Результат | Счёт | Соревнование      |
| -- | --------------- | -------------------------- | --------- | --------- | ---- | ----------------- |
| 1. | 17 августа 1983 | Пловдив, Пловдив, Болгария | Болгария  | 2:3       | 2:3  | Товарищеский матч |

## Достижения
Клубные
 «Гётеборг»
- Победитель Аллсенскан-лиги (4): 1982, 1983, 1984, 1987
- Обладатель Кубка Швеции (3): 1978/79, 1981/82, 1982/83
- Обладатель Кубка УЕФА (2): 1982, 1987